# 菌類

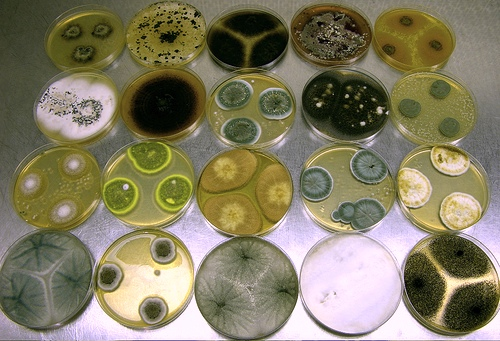
アオカビやコウジカビを含む様々な無菌培養された菌類

菌類（きんるい）とは、広義には細菌類、卵菌類、変形菌類及び真菌類を指し、狭義には真菌類を指す。本稿では主に狭義の菌類（真菌類）について扱う。真菌類は、キノコ・カビ、単細胞性の酵母、鞭毛を持った遊走子などの多様な形態を示す真核生物であり、菌界（学名：Regnum Fungi）に分類される生物群である。大部分の菌類は、外部に分解酵素を分泌して有機物を消化し、細胞表面から摂取する従属栄養生物である。
菌類に属する生物門の分類は、後述するように、現在も活発に議論され、未だ定まった分類がない状態が続いており、教科書ではかつての古典的分類を用いて説明されている。

## 概要
菌類に属する生物は、ほとんどが固着性の生物である。微視的には、細胞壁のある細胞からなり、先端成長を行うものが多い。これらは高等植物と共通する特徴であり、菌類が当初において植物と見なされた理由でもある。しかし、葉緑体を持たず、光合成も行わない従属栄養生物である。その点は動物と同じであるが、体外の有機物を分解し、細胞表面から吸収する、という栄養摂取の方法をとる。
形態的には単細胞の微生物であるものから、肉眼的大きさ以上に発達する多細胞生物までを含む。しかし、多細胞体を持つものにおいても、菌糸と呼ばれる1列に配置する細胞列までしか持たず、真の組織を発達させない。体が多数の菌糸から構成されているものは糸状菌（しじょうきん）と呼ばれ、単細胞のままで繁殖するものは酵母と呼ばれる。キノコ、カビ、あるいは糸状菌および酵母はいずれも分類上の単位ではない。
生殖には、胞子を形成するものが多い。生活史は様々であるが、無性生殖と有性生殖を含むものが多く、それぞれに異なった胞子を形成するものが多い。生活環においては、核が単相の状態が優占し、複相の期間は限られる。担子菌および子嚢菌は単相 (n) の一次菌糸が体細胞接合により二核の二次菌糸となる時期があり、他の多くの有性生殖を行う生物に見られる複相 (2n) に対してこれを重相 (n+n) 世代と呼ぶ。酵母は出芽または分裂により増殖し、細胞の融合を行う例もある。
植物寄生のものが多く、農業上重要なものも多い。他方、菌根など、植物と共生するものも知られる。動物に寄生するものは少ないが、重要な病原体も含まれる。自由生活をするものはさまざまな生物の死体や排泄物などの有機物を栄養源とし、生態系において分解者として働くと考えられる。他に発酵に関わって重要なもの、抗生物質を産出するものなどがある。
菌界は古典的にはツボカビ類、接合菌類、子嚢菌類、担子菌類などから構成される。ツボカビ類は鞭毛をもつ遊走細胞を形成し、祖先的形質を持つ。
ツボカビ類（古典的な意味での）以外は生活史のどの部分でも鞭毛を形成しない。それらは有性生殖（接合後の減数分裂で生じる胞子のあり方）で分類される。接合菌は接合胞子嚢を形成するグループで、ケカビなどを含む。子嚢菌は子嚢の中に胞子をつくるグループで、ビール酵母などを含む。担子菌は担子器に胞子を外生する群で、キノコの多くを含む分類群である。
伝統的には、これに有性生殖の型が不明なものをまとめた不完全菌、それに菌類と藻類の共生体である地衣類を独立群とし、上記4群に併置した。また、胞子形成の共通性などから変形菌類を菌界に含めた。
しかしながら、20世紀終盤よりの生物分類全般の見直しの中で、これらに大きな見直しがなされており、2010年代現在でも変更が繰り返されている。ツボカビ類と接合菌類は特に変更の幅が大きく、他に新たに認められた群、菌界から排除された群も多い。また、近年の分子系統解析により、これまで原生動物とされてきた微胞子虫も特殊化した菌類の一群であると考えられている。変形菌は除外された。不完全菌、地衣類は独自の分類群として認めるのをやめ、菌類全体の体系の中に納められることとなった。それらについては後述の分類の項に詳細が解説されている。

## 菌界
菌類と細菌類は微生物として一括りに扱われる場合もあるが、前者は真核生物、後者は原核生物であり、細胞構造が全く異なる生物群である。
菌界は真核生物に含まれる界 (Kingdom) の一つであり、動物界や植物界などと同じレベルの分類群である。生物を二界に分類していたころは、菌類には運動性がなく細胞壁を持つことなどから植物に分類されていた。この場合、構造が単純であることもあって、葉緑体を失った退化的な植物である、と考えられることが多かった。しかし、菌類についての理解が深まるにつれ、細胞構造や分子遺伝学的な系統解析などの研究から得られる情報などから、植物とは異なる、独自の生物群であると考えられるようになり、五界説の頃より独立した界として広く認められるようになった。現在の分子遺伝学的情報からは、植物よりも動物に近い系統であることがわかっている。動物と菌類を含む系統のことをオピストコンタという。
なお、かつてはその胞子形成の類似などから、粘菌類を菌界に含めて扱っていた。変形菌類、細胞性粘菌、ラビリンチュラ類をまとめて変形菌門とし、他の菌類を真菌門とするのが通例であった。また、卵菌類・サカゲツボカビ類なども菌類と考えられていたため、これらをツボカビ類とあわせて鞭毛菌亜門に位置づけていた。しかし、現在ではこれらは別の系統に属するものと判明したため、菌類として扱っていない。それらをまとめて偽菌類と呼ぶことがある。
系統学的には、以下の種全てを含む最小のクレードとして定義されている。
- Rozella allomycis（ロゼラ類）
- Batrachochytrium dendrobatidis（ツボカビ門）
- Allomyces arbusculus（コウマクノウキン門）
- Entomophthora muscae（ハエカビ亜門）
- Coemansia reversa（キックセラ亜門）
- Rhizophagus intraradices（グロムス門）
- Rhizopus oryzae（ケカビ亜門）
- Saccharomyces cerevisiae（子嚢菌門）
- Coprinopsis cinerea（担子菌門）

以上の定義はPhyloCodeでも有効なものとして登録されている。
その一方で、形態上あるいは細胞学・生化学的な、明快な共有派生形質は存在していない。一般的な特徴としては、キチン質の細胞壁を持つ菌糸から構成され、鞭毛を欠き、中心小体が出現せず核内有糸分裂を行うことが挙げられる。しかし真菌には、単細胞のもの、中心小体が出現するもの、細胞壁を欠き鞭毛を持つ時期があるものなども含まれている。不動性で専ら吸収栄養により生活すると形容されることもあるが、ロゼラのように貪食能を持つものもある。キチン質の細胞壁はほぼ一貫して見られる特徴であるが、しかしこれは真菌以外の生物にも認められるため祖先形質だと考えられる。

## 菌類の系統進化

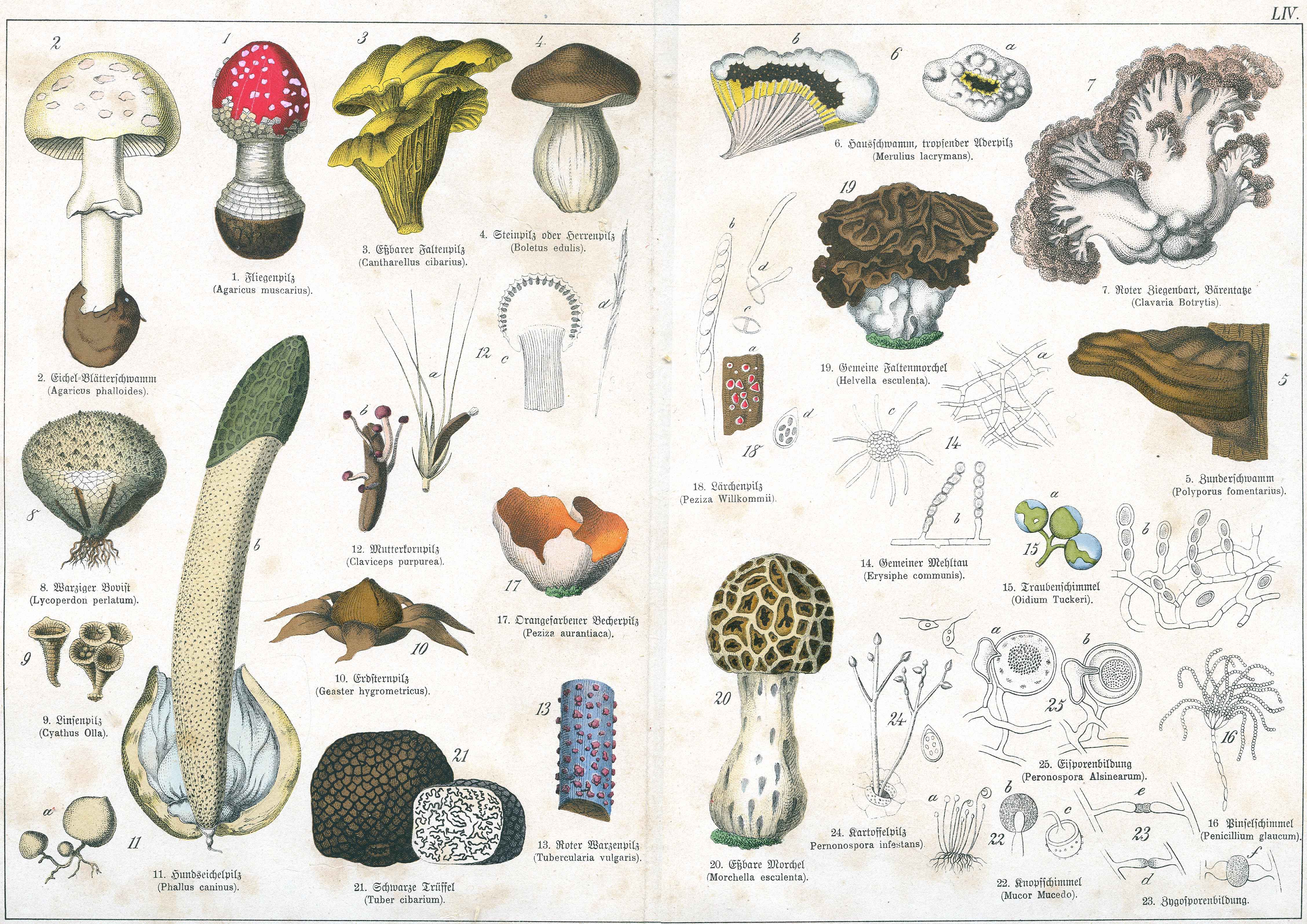
様々な菌類の図

一般的に、菌類にはツボカビ門、接合菌門、子嚢菌門、担子菌門の四群が含まれるとされてきたが、近年の分子系統解析により接合菌類が単系統でないこと、これまで原生動物とされてきた微胞子虫が菌類に含まれるであろうことが示されている。このうちで鞭毛細胞を持つのはツボカビ類のみである。水中生活をするものがあるのも大部分がこれで、他の群では水中生活のものはあるが、陸上のものが二次的に水中に入ったと考えられるものが多い。したがって、ツボカビ類がもっとも原始的なものと考えて良い。また、接合菌類は形態・構造に単純な面が多いため、これも比較的下等なものと見なされる。そして、子嚢菌、担子菌類がより高等なものと考えられていて、この2群をまとめたものをディカリアとする分類の仕方も提唱されている。しかし、これらの関係については明らかではない。
子嚢菌、担子菌にはそれぞれに酵母型、糸状菌型の生活をするものが含まれる。これらが進化の系列を示すものか、適応放散の結果であるかは判断が分かれる。中には、生活環の中でそれらの型を行き来するものがあるので、少なくともたとえば酵母型は単細胞だから下等、といった単純な判断はできない。

### 不完全菌類
このほか、重要な菌類の群として、不完全菌類 (Deuteromycetes, Imperfect fungi, Fungi imperfecti) と呼ばれるグループが存在する。これらは無性生殖だけで繁殖しているように見える子嚢菌（しのうきん）または担子菌（たんしきん）である。体細胞分裂によって形成される分生子（ぶんせいし）と呼ばれる胞子により、あるいは胞子を作らずに菌糸の栄養成長のみによって、または酵母として増殖する。不完全菌類はその分生子形成様式などによって便宜的に学名が与えられているが、完全世代（有性生殖を行う世代）が発見・命名されればその学名がその生物の正式な名として使用される。不完全菌類としては同じ属に分類されていたものが、完全世代では別の属に分類されることもあり、不完全菌類としての分類はあくまで暫定的なものである。しかし、たとえばアオカビやコウジカビなど身近に見られるカビのほとんどはこれであり、また植物病原菌など実用上重要なものが多く含まれている。
なお、不完全菌の名は、かつては正式に分類群の名としても用いられたが、現在では次第に使わない方向に向かっており、代わりにアナモルフ菌 (Anamorphic fungi) や分生子形成菌 (Mitosporic fungi) などの名が使われる。

### 地衣類
地衣類は、コケ類と間違われやすいが、菌類の作った構造の内部に藻類が共生して成立している、複合的な生物体である。これらを分けることも不可能ではなく、それぞれに独立した生物と見なすことも可能である。しかし、地衣類を構成するのは菌類であるから、菌類の分類体系に組み込まれている。実際には、地衣類における藻類と菌類は強く結びついて生活しており、両者が揃うことで形成される成分があったり、特殊環境で生活できたりといった面もあることから、以前は独立した生物群と見なす考えもあった。地衣類を構成する菌類としては子嚢菌が多く、担子菌もある。あるいは複数の分類群の菌類から構成される地衣類もある。構成する菌類が不完全菌からなる地衣類は、不完全地衣と呼ばれる。構成する菌類が複数系統あることから、平行的に地衣類が出現したと考えられている。

### 菌類の進化と植物
菌類は植物との関係が深く、動物との関係ははるかに薄い。例えば植物寄生菌には実に多くの種類が存在し、サビキンやクロボキンなど、綱レベルの大きな分類群が丸ごと植物寄生である例も見られる。それに比べると動物寄生のものははるかに少ない。また、その遺体を分解する場合にも、動物の遺体は主として細菌類によって分解され、植物の遺体は菌類が担当する傾向がある。また、共生関係においても現在ではほとんどの陸上植物が菌根を持っていることが知られている。また、この型の菌根が古生代から存在したらしい証拠も見つかっている。
他方、菌類の進化は主に陸上で起こったものと考えられる。接合菌、子嚢菌、担子菌はどれも大部分が陸生であり、水中生活のものはごくわずかである。その点、植物界の主要な群であるコケ類、シダ類、種子植物も陸上で進化したものであり、両者のそれは並行的である。このようなことから、菌類は植物と共進化してきたと考える見方がある。植物は陸上進出の段階で丈夫な繊維質を持つ茎や根を材木として発達させた。これを分解するように進化したのが子嚢菌や担子菌ではないかというのである。植物の側でも菌根などによって菌類の恩恵を受けているから、両者は共進化の関係にあるとも言える。

## 分類
古典的には、菌界の大分類は以下のようになっていた。下記の亜門を門として扱った例もある。現在においても、教科書などではこれを踏襲している事がある。

### 古典的な分類体系
- 変形菌門（アクラシス綱・水生変形菌綱・変形菌綱・ネコブカビ綱）
- 真菌門
  - 鞭毛菌亜門：ツボカビ綱・サカゲカビ綱・卵菌綱
  - 接合菌亜門：接合菌綱・トリコミケス綱
  - 子嚢菌亜門：半子嚢菌綱・不整子嚢菌綱・盤菌綱・ラブールベニア綱・小房子嚢菌綱
  - 担子菌亜門：菌蕈綱・腹菌綱・半担子菌綱
  - 不完全菌亜門

これ以降の大きい変更としては、まず変形菌門が菌界から外されたことが挙げられる。上記の体系では真菌門のみが菌界とされた。また、鞭毛菌に含めていたサカゲカビ類と卵菌類は菌界から外され、ストラメノパイルに分類されるようになった。この見直しで菌界から外された群は時に偽菌類と呼ばれる。
21世紀初頭の現在、菌類の分類体系には手が入り続けている。2007年に見直された分類体系では子嚢菌門、担子菌門、ツボカビ門、コウマクキン門、ネオカリマスティクス門（以上の三門が旧ツボカビ門）、グロムス菌門、微胞子虫門、および門としての分類の難しい4亜門（主に旧接合菌門に由来）に再構築されている。

### 国際原生生物学会の分類体系

#### 上位の系統
国際原生生物学会（ISOP）がまとめ、改定を繰り返している真核生物の分類体系があり、2020年現在の最新版である2019年のもの では下記の系統が採用されている：
| アモルフェア Amorphea                               | アメーボゾア Amoebozoa（アメーバや粘菌を含む系統）                                             | アメーボゾア Amoebozoa（アメーバや粘菌を含む系統）                       | アメーボゾア Amoebozoa（アメーバや粘菌を含む系統）                       | アメーボゾア Amoebozoa（アメーバや粘菌を含む系統）                       |
| アモルフェア Amorphea                               | incertae sedis オバゾア Obazoa                                                                 | アプソモナス類 Apusomonadida                                             | アプソモナス類 Apusomonadida                                             | アプソモナス類 Apusomonadida                                             |
| アモルフェア Amorphea                               | incertae sedis オバゾア Obazoa                                                                 | ブレビアータ類 Breviatea                                                 |                                                                          |                                                                          |
| アモルフェア Amorphea                               | incertae sedis オバゾア Obazoa                                                                 | オピストコンタ Opisthokonta                                              | ホロゾア Holozoa                                                         | 後生動物 Metazoa を含む系統                                              |
| アモルフェア Amorphea                               | incertae sedis オバゾア Obazoa                                                                 | オピストコンタ Opisthokonta                                              | ホロマイコータ Nucletmycea                                               | Rotosphaerida（ヌクレアリア、Fonticula などを含む）                      |
| アモルフェア Amorphea                               | incertae sedis オバゾア Obazoa                                                                 | オピストコンタ Opisthokonta                                              | ホロマイコータ Nucletmycea                                               | 菌類 Fungi                                                               |
| ディアフォレティケス Diaphoretickes                 | アーケプラスチダ Archaeplastida（灰色藻類 、紅藻類、緑色植物を含む系統）                       | アーケプラスチダ Archaeplastida（灰色藻類 、紅藻類、緑色植物を含む系統） | アーケプラスチダ Archaeplastida（灰色藻類 、紅藻類、緑色植物を含む系統） | アーケプラスチダ Archaeplastida（灰色藻類 、紅藻類、緑色植物を含む系統） |
| ディアフォレティケス Diaphoretickes                 | SAR Sar （ネコブカビ類、不等毛藻、渦鞭毛藻類、繊毛虫類、放散虫類、有孔虫類含む系統を含む系統） |                                                                          |                                                                          |                                                                          |
| ディアフォレティケス Diaphoretickes                 | ハプチスタ Haptista やクリプチスタ Cryptista などいくつかの単系統群                            |                                                                          |                                                                          |                                                                          |
| クルムス CRuMs など以上に属さないいくつかの単系統群 |                                                                                                |                                                                          |                                                                          |                                                                          |

#### 下位の系統
同じく国際原生生物学会（ISOP）の2020年現在の最新版である2019年のもの では下記の系統が採用されている：
| オピストスポリディア Opisthosporidia       | Aphelidea                                       |
| オピストスポリディア Opisthosporidia       | Rozellida（ロゼラ属 など）                      |
| オピストスポリディア Opisthosporidia       | 微胞子虫 Microsporidia                          |
| コウマクノウキン目 Blastocladiales         |                                                 |
| ツボカビ門 Chytridiomycota                 | ツボカビ綱 Chytridiomycetes                     |
| ディカリア Dikarya                         | 子嚢菌門 Ascomycota                             |
| ディカリア Dikarya                         | 担子菌門 Basidiomycota                          |
| ディカリア Dikarya                         | Incertae sedis エントリザ菌綱 Entorrhizomycetes |
| サヤミドロモドキ綱 Monoblepharidomycetes   |                                                 |
| ケカビ門 Mucoromycota                      | グロムス亜門 Glomeromycotina                    |
| ケカビ門 Mucoromycota                      | クサレケカビ科 Mortierellaceae                  |
| ケカビ門 Mucoromycota                      | ケカビ亜門 Mucoromycotina                       |
| ネオカリマスティクス科 Neocallimastigaceae |                                                 |
| フクロカビ属 Olpidium                      |                                                 |
| トリモチカビ亜門 Zoopagomycota             | ハエカビ亜門 Entomophthoromycotina              |
| トリモチカビ亜門 Zoopagomycota             | トリモチカビ目 Zoopagales                       |
| トリモチカビ亜門 Zoopagomycota             | キックセラ亜門 Kickxellomycotina                |

## 研究の歴史
初めてキノコ以外の真菌を観察したのは、17世紀に光学顕微鏡を考案して細菌の観察に成功したレーウェンフックとされている。近代科学としての真菌学の始まりはミケーリによるとされ、彼は著書である『新しい植物の類Nova plantarum genera』 (1727) の中で900種に及ぶ真菌を記載している。彼はまた、真菌の純培養を試みた人物でもある。
細胞核という構造の有無が生物の分類にとって重要な差異であることは、19世紀にはすでに認識されていた。たとえば原生生物という言葉を初めて用いたエルンスト・ヘッケルは、細菌などのなんの構造も持たない生物を原生生物の中のモネラとして区別し、後に藍藻をここに含めている。

## 生態系における菌類

### 分解者としての菌類
菌類は栄養を吸収するために、酵素によって他の動植物を構成する高分子を分解している。 特に、セルロース、リグニン、コラーゲンといった他の生物にとって分解の難しい高分子を炭素、窒素、リンの低分子化合物に分解することができるので、それらの物質を生態系のサイクルに戻す分解者としての役割を担っている。
たとえば、森林内では生産者である植物の現存量は、そのかなりの部分が、消費者に回る前に材や落葉などの枯死（こし）部分として蓄積される。これら植物遺体は主成分がセルロース、リグニンであり、窒素、リンなどの含有量が少ない。そのため多くの動物はこれを直接利用することができない。しかし、これを菌類が分解し、なおかつ周囲から無機窒素化合物などを吸収してその体を作ることで、動物は植物遺体と菌類を同時に摂取し、それを餌として利用することが可能になる。

### 共生
菌類は他の生物の病気の原因となるが、その一方、多くの菌類が他の生物と共生している。
地衣類は菌類と緑藻やシアノバクテリアとの共生体である。維管束植物の根と菌類との共生によって形成される器官は菌根と呼ばれる。菌根は植物が水分や養分を吸収する上で重要な役割を果たすことがあり、菌根の種類によって植物に対して主としてリンを供給するものや窒素を供給するもの、さらには有機物を供給するものも知られている。また，土壌病原菌から植物を防御する機能を持つ場合もあると推測されている。一方、菌類の側は植物から同化産物を供給されている。種子植物ではラン科やイチヤクソウ科、シダ植物ではマツバラン科やハナヤスリ科、ヒカゲノカズラ科の植物は発芽の初期に特定の菌類との共生が成立しないと生育できない。植物の葉などの組織内に共生している菌類は内生菌（エンドファイト）と呼ばれ、その機能についてはまだよく分かっていないが摂食阻害物質などの生成に寄与していると考えられるケースが知られている。アーバスキュラー菌根という型の菌根は陸上植物のひどく広範囲に見られるもので、やはり植物にとって有用な栄養素などの運搬に与っているらしい。
なお、ラン科のムヨウランやイチヤクソウ科のギンリョウソウなど、いくつかの種子植物は光合成色素を持たず、地下部の菌根に頼って生活している。従来はこれを腐生植物と呼んだ。菌根であるので、植物と菌類の共生と見ることもあるが、最近ではむしろ、植物が菌類を一方的に収奪している寄生とみなされている。かつてはネナシカズラなどと同じような生息基質への寄生と見て、土壌中の腐植質に寄生しているとして死物寄生という言葉もあった。最近の研究では、これらの植物が依存している菌類は主として他の植物と共生している菌根菌や植物病原菌、一部は木材腐朽菌であり、腐生植物は菌類を介して他の生きている植物や枯死植物から、間接的に栄養分を摂取していることが明らかになりつつある。イチヤクソウ科の植物は光合成をする種であっても栽培困難なものが多いが、これも菌類を介して周囲の菌根形成植物から栄養分を収奪して生活しているためである。そのため、外生菌根を形成した樹木とイチヤクソウ類を一緒に鉢植えにすると、長期間の栽培が可能であることが実証されている。
昆虫と菌類との共生も知られている。アンブロシアビートルと総称されるキクイムシは菌類を運搬するためにマイカンギアと呼ばれる器官を持ち，自身が樹幹内に掘った孔道の内側に持ち込んだ菌類を繁殖させ、それを摂食している。菌類の側から見ると、こうした昆虫は菌類を生育に適した環境に運搬していることになり、菌類の分散に寄与していると考えられる。また，熱帯に住むハチ目のハキリアリと、シロアリ目の高等シロアリの一部は、巨大な巣を作り、その中に外部から植物片を運び込み、かみ砕いて「苗床」を作り、そこで菌類を「栽培」し、食料としている。シロアリにおいては、外部の菌類がシロアリの卵に擬態して菌核を保護させるターマイトボールというものも発見されている。

## 人類とのかかわり

### 食材、食品加工、薬品
人間は古くからキノコを食品として利用してきた。世界に存在する約10000種のキノコのうち、食用キノコとなるものは約1000種あるとされ、日本では80種から100種が食用とされている。全世界の食用キノコのうち30種はシイタケ、エリンギのようにキノコ栽培されているものは少なく、多くの食用キノコは栽培されていない。乾燥させた干しキノコ（乾燥キノコ）は、ビタミンDやB1が増加するなどの栄養の変化が起きる。
各種の発酵産業において、カビと酵母は細菌とともに最も重要な地位を占めている。酵母はブドウ糖、ショ糖をエタノールに発酵する。この能力はビール、ワイン、日本酒といったアルコール飲料の醸造に用いられている。日本酒、焼酎、醤油、味噌など、日本古来の発酵食品では、コウジカビを穀物に培養し、繁殖させた麹（こうじ）を用いて醸造を行う。
パンには無発酵のものも存在するが、酵母（イースト）を用いて発酵させると柔らかさや香気が大きく向上し美味となるため、一般的なパンのほとんどは酵母による発酵を経たものである。また、カビや酵母はチーズを作るために重要な役割を果しており、ブルーチーズや白かびチーズなどが知られている。鰹節は食材を冷暗所に保管し、表面にカビを生やせて熟成させる食品も多く、金華ハムもそのうちの一つである。
そのほか、貴腐ワインの生産には果実につくハイイロカビが必要であるなど、カビが関わる食品は様々である。
菌類には様々な有機化合物を生産するものがいる。例えば、アオカビの一種は抗生物質のペニシリンを生産する。また他にもシクロスポリン、クレスチン などが菌類に由来する薬品として用いられてきた。 ベニテングタケは猛毒のアルカロイド、アミノ酸を含んでいる。マジックマッシュルームのように動物の中枢神経に作用し、幻覚症状を引き起こす成分を含んでいる菌類もある。

### 病原体としての菌類

#### 植物病原菌
様々な植物に寄生する菌類が知られている。中には農作物に重大な被害を与えるものも多々ある。植物に寄生する菌類は様々な群に含まれる。代表的なものを以下に挙げる。
- ツボカビ門：サビフクロカビ（Synchytrium ジャガイモ癌腫病）
- 接合菌門：コウガイケカビ（Choanephora コウガイケカビ病など）
- 子嚢菌門：タフリナ（Taphrina 桜のテング巣病など）・ウドンコカビ（Erysiphe うどんこ病）、ハイイロカビ（Botrytis 各種植物の灰色カビ病など）
- 担子菌門
  - サビキン綱：サビキン（Puccinia 各種植物のさび病など）
  - クロボキン綱：クロボキン（Ustilago コムギ・オオムギの裸黒穂病など）、（Tilletia 小麦・大麦のなまぐさ黒穂病など）

なお、卵菌類にも植物寄生菌があり、アブラナ科の白さび病など菌類の起こすものと似た病気が知られる。

#### 真菌症
菌類によって、ヒトやその他の動物が感染する病気（感染症）として、白癬菌による白癬（水虫、たむし、およびしらくも）やカンジダによるカンジダ症、マラセチアによる脂漏性湿疹、クリプトコックスによるクリプトコックス症、アスペルギルスによるアスペルギルス症、プネウモキスチス（ニューモシスチス）によるニューモシスチス肺炎があり、臨床的に問題となっている。
医学及び獣医学領域においては、菌類を『真菌』と呼び、その学問を医真菌学と称する。真菌による感染症は一般に真菌症と呼ばれ、患部が皮膚の角質に止まり真皮に及ばない表在性真菌症と、患部が真皮以降の皮下組織におよぶ深部表在性真菌症や、脳、肺、心臓などの内部臓器まで及ぶ深在性真菌症（全身性真菌症、内臓真菌症）に大別される。主に皮膚科領域で扱う前両者と、内科系で扱う後者では、病気の性質が大きく異なり、治療法および、使用可能な薬剤（抗真菌薬）も異なる。
これらの病原菌は、多糖類からなるキチン質の強固な細胞壁を持っているのみならず、人体と同じ真核生物であるため、菌類の細胞だけに損傷を与えて人体組織に害の少ない薬物は、非常に限られたものとなる。そのため、原核生物であり、非対称的に細菌のみに大きな損傷を与えることのできる抗生物質が多く発見されている細菌による感染症に比べ、治療が困難である（白癬菌による水虫の抗真菌薬を開発すれば「ノーベル賞が取れる」と言われるのはこのため）。
また、深在性真菌症は日和見感染症の色彩が強く、診断も困難であることから症例は増加の一途にあり、致命率も高い。また世界における風土病が、重篤な輸入感染症として日本で発症する事例も増加している。医学医療の高度化、国民の高齢化、および国際交流の普遍化を背景に、真菌症の教育、研究、および臨床を充実させることが期待される。

#### 生物農薬
動植物への寄生を利用して、害虫や雑草を防ぐ生物農薬として使われる菌類がある。

#### その他
この他に、菌類の生産する毒素（毒キノコやカビ毒）による中毒症や、アレルギー症といった病気の原因でもある。